# Reinbek

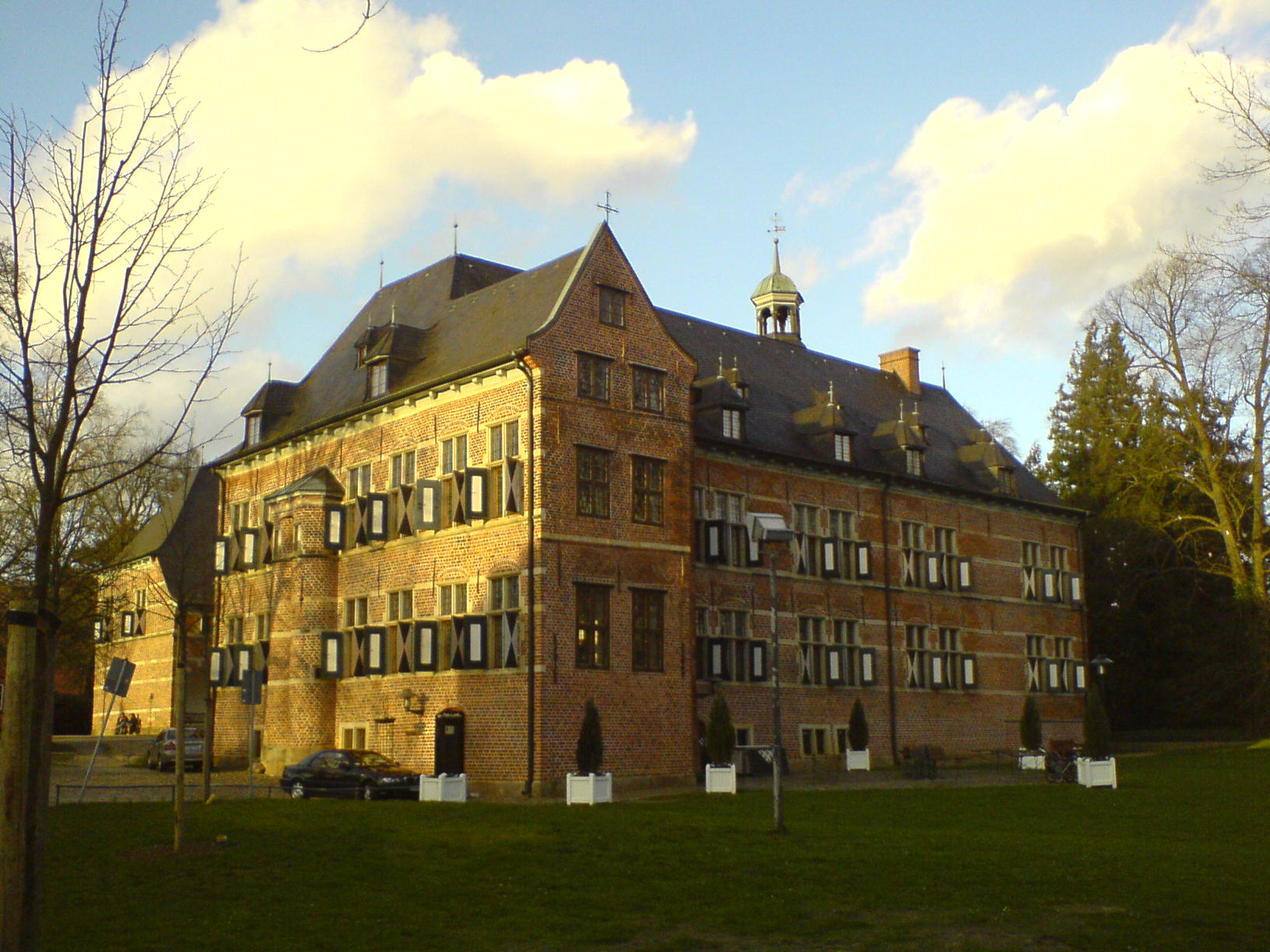
Renesansowy zamek

Reinbek (wym. [ˈʁaɪ̯nˌbeːk] ( odsłuchaj); dolnoniem. Reinbeek) – miasto w północnych Niemczech, w kraju związkowym Szlezwik-Holsztyn, w powiecie Stormarn, położone nad rzeką Bille. Liczba ludności 25 671 (2008), powierzchnia 31,23 km².

## Historia
Miasto założone najprawdopodobniej w XIII wieku, jednak prawa miejskie dopiero od 1952 r.

## Nazwa
Nazwa najprawdopodobniej pochodzi od słowa Rainbek – oznaczającego strumyk.

## Zabytki
- renesansowy zamek z XVI wieku
- wieża Bismarcka z przełomu XIX i XX w.

## Religia
W mieście znaczącą większością wyznaniową są ewangelicy (44%), pozostali mieszkańcy to katolicy (9%), niewierzący (30%).
W Reinbek znajdują się cztery kościoły:
- ewangelickie:
  - Kościół św. Marii Magdaleny (Maria-Magdalenen-Kirche)
  - Kościół Nathana Söderbloma (Nathan-Söderblom-Kirche)
- rzymskokatolicki:
  - Kościół Serca Jezusowego (Herz-Jesu-Kirche)
- Kościół Baptystów

## Burmistrzowie
| Data objęcia funkcji | Koniec kadencji   | Nazwisko        |
| -------------------- | ----------------- | --------------- |
| 15 grudnia 1945      | 31 stycznia 1946  | Wilhelm Kleist  |
| 1 lutego 1946        | 22 września 1946  | Carl Dobbertin  |
| 23 września 1946     | 11 listopada 1948 | Alwin Hemken    |
| 12 listopada 1948    | 28 kwietnia 1950  | Carl Dobbertin  |
| 28 kwietnia 1950     | 31 marca 1951     | Wilhelm Kleist  |
| 1 kwietnia 1951      | 31 grudnia 1971   | Hermann Körner  |
| 1 stycznia 1972      | 31 stycznia 1990  | Günther Kock    |
| 1 lutego 1990        | 31 stycznia 1996  | Manfred Neumann |
| 1 lutego 1996        | 31 sierpnia 2008  | Detlef Palm     |
| 1 września 2008      | 31 sierpnia 2014  | Axel Bärendorf  |
| 1 września 2014      | nadal             | Björn Warmer    |